# Gamma Serpentis
Gamma Serpentis (γ Ser / 41 Serpentis / HD 142860) es la octava estrella más brillante de la constelación de Serpens, pese a llevar la denominación de Bayer Gamma, tercera letra del alfabeto griego. Situada en Serpens Caput —la cabeza de la serpiente—, recibe el nombre tradicional de Ainalhai, del árabe عين الحية ayn al-ħayya[h], «[el] ojo de la serpiente».
Situada a sólo 36 años luz del sistema solar, Gamma Serpentis es una estrella blanco-amarilla de tipo espectral F6V y 6280 K de temperatura, similar a Tabit (π3 Orionis) y también, aunque en menor medida, al Sol. Su magnitud aparente es +3,85 con una luminosidad 2,9 veces mayor que la luminosidad solar. Es algo mayor que el Sol en cuanto a diámetro —un 40% más grande— y masa —un 25% mayor que la masa solar—.
Su velocidad de rotación de al menos 8 km/s es muy superior a la del Sol; mientras que Gamma Serpentis tiene un período de rotación de menos de 9 días, nuestra estrella emplea 25,05 días para dar una vuelta completa en el ecuador. Con una metalicidad equivalente a 2/3 partes de la solar, no hay evidencia de que Gamma Serpentis posea un disco circunestelar de polvo que pudiera indicar la presencia de un sistema planetario. No obstante, Gamma Serpentis se encuentra entre los objetivos seleccionados por el Terrestrial Planet Finder (TPF) para la búsqueda de planetas terrestres que puedan albergar vida.